# Martijn Reuser
Martijn Franciscus Reuser (født 1. februar 1975 i Amsterdam, Holland) er en hollandsk tidligere fodboldspiller (midtbane), der spillede én kamp for Hollands landshold, en venskabskamp mod Ghana i oktober 1998.
På klubplan spillede Reuser i hjemlandet hos blandt andet Ajax, RKC Waalwijk og Willem II, og tilbagte også et par år i England hos Ipswich Town. Han spillede 50 Premier League-kampe i sin tid hos Ipswich. Hos Ajax var han med til at vinde fire hollandske mesterskaber og én pokaltitel.

## Titler
Æresdivisionen
- 1994, 1995, 1996 og 1998 med Ajax

KNVB Cup
- 1998 med Ajax

Johan Cruijff Schaal
- 1995 med Ajax

Intercontinental Cup
- 1995 med Ajax